# Целетна
Целетна (чеш. Celetná ulice) — одна из центральных улиц Праги, проходящая от Пороховых ворот (Prašná brána) на площади Республики (Náměstí Republiky) до Староместской площади. Является первой составной частью Королевского пути (Královská cesta), ведущего к Пражскому Граду.
Длина улицы составляет примерно 400 м. Сейчас улица является пешеходной, в то время как раньше по ней ездили трамваи.
Название улицы произошло от названия булочной «цалтнерш» (чеш. сaltnéř), которые пекли здесь изделия, именовавшиеся «цалта» (чеш. calta).
История
Улица Целетна известна с XIII века и входила в состав важного торгового и процессуального пути, по которому чешские короли проходили на коронацию в Пражский Град. Своё значение как часть Королевского пути она сохранила вплоть до конца монархии. В разные эпохи улица была важным центром ремесленного и торгового движения в Старом городе.
Архитектура и достопримечательности
Целетна улица славится своими зданиями в стиле барокко, рококо, классицизма и модерна. Среди наиболее известных объектов:
•Дом у Черной Мадонны (Dům U Černé Matky Boží) — выдающийся пример чешского кубизма, спроектированный архитектором Йозефом Гочаром.
•Дом у Белого павлина (Dům U Bílého páva) и Дом у Трёх корон (Dům U Tří korun) — исторические здания с богато декорированными фасадами.
•Карлов университет — один из старейших в Европе, имеет исторические здания поблизости.